# Бехарано, Кристиан
Кристиан Бехарано Бенитес (исп. Cristián Bejarano Benítez; род. 25 июля 1981, Чиуауа, Мексика) — мексиканский боксёр, призёр Олимпийских игр 2000 года и Панамериканских игр 1999 года.

## Сидней 2000
- Поражение Джильберд Крунве (Ботсвана) 17-5
- Поражение Георгий Линдю (Румыния) 14-11
- Поражение Алмазбек Раимкулов (Кыргызстан) 14-12
- Победа Андрей Котельнук (Украина) 14-22

## Профессионал
Через год после Олимпийских играх 2000 года дебютировал в профессиональном боксе.
Провёл 15 боев и все выиграл